# Rhizoctonia lanuginosa
Rhizoctonia lanuginosa é uma espécie de fungo pertencente à família Ceratobasidiaceae.